# França nos Jogos Olímpicos de Verão de 1908
A França participou dos Jogos Olímpicos de Verão de 1908 em Londres, no Reino Unido. Conquistou cinco medalhas de ouro, cinco medalhas de prata e nove de bronze, somando dezenove no total. Essa foi a sua quarta participação em Jogos Olímpicos.